# Vaux-Saules
Vaux-Saules és un municipi francès, situat al departament de la Costa d'Or i a la regió de Borgonya - Franc Comtat. L'any 2007 tenia 161 habitants.

## Demografia

### Població
El 2007 la població de fet de Vaux-Saules era de 161 persones. Hi havia 65 famílies, de les quals 18 eren unipersonals (11 homes vivint sols i 7 dones vivint soles), 18 parelles sense fills, 25 parelles amb fills i 4 famílies monoparentals amb fills.
La població ha evolucionat segons el següent gràfic:
Habitants censats

### Habitatges
El 2007 hi havia 89 habitatges, 63 eren l'habitatge principal de la família i 26 eren segones residències. 83 eren cases i 5 eren apartaments. Dels 63 habitatges principals, 51 estaven ocupats pels seus propietaris, 9 estaven llogats i ocupats pels llogaters i 3 estaven cedits a títol gratuït; 5 tenien dues cambres, 6 en tenien tres, 11 en tenien quatre i 41 en tenien cinc o més. 41 habitatges disposaven pel capbaix d'una plaça de pàrquing. A 34 habitatges hi havia un automòbil i a 23 n'hi havia dos o més.

### Piràmide de població
La piràmide de població per edats i sexe el 2009 era:
| Homes | Edats   | Dones |
| ----- | ------- | ----- |
| 0     | 95 o +  | 0     |
| 0     | 90 a 94 | 0     |
| 0     | 85 a 89 | 0     |
| 4     | 80 a 84 | 0     |
| 0     | 75 a 79 | 4     |
| 4     | 70 a 74 | 4     |
| 0     | 65 a 69 | 0     |
| 8     | 60 a 64 | 4     |
| 4     | 55 a 59 | 0     |
| 8     | 50 a 54 | 0     |
| 4     | 45 a 49 | 8     |
| 4     | 40 a 44 | 8     |
| 4     | 35 a 39 | 0     |
| 16    | 30 a 34 | 12    |
| 0     | 25 a 29 | 12    |
| 0     | 20 a 24 | 0     |
| 4     | 15 a 19 | 4     |
| 4     | 10 a 14 | 0     |
| 12    | 5 a 9   | 0     |
| 12    | 0 a 4   | 12    |

## Economia
El 2007 la població en edat de treballar era de 93 persones, 67 eren actives i 26 eren inactives. De les 67 persones actives 66 estaven ocupades (34 homes i 32 dones) i 2 estaven aturades (1 home i 1 dona). De les 26 persones inactives 11 estaven jubilades, 10 estaven estudiant i 5 estaven classificades com a «altres inactius».

### Ingressos
El 2009 a Vaux-Saules hi havia 60 unitats fiscals que integraven 153 persones, la mediana anual d'ingressos fiscals per persona era de 18.782 €.

### Activitats econòmiques
Dels 5 establiments que hi havia el 2007, 1 era d'una empresa de fabricació d'altres productes industrials, 2 d'empreses de comerç i reparació d'automòbils i 2 d'empreses de serveis.
L'any 2000 a Vaux-Saules hi havia 6 explotacions agrícoles.

## Poblacions més properes
El següent diagrama mostra les poblacions més properes.